# Зигмунтув (Лодзький-Східний повіт)
Зигмунтув (пол. Zygmuntów) — село в Польщі, у гміні Колюшки Лодзький-Східного повіту Лодзинського воєводства.
Населення — 180 осіб (2011).
У 1975-1998 роках село належало до Пйотрковського воєводства.

## Демографія
Демографічна структура станом на 31 березня 2011 року:
|          | Загалом | Допрацездатний вік | Працездатний вік | Постпрацездатний вік |
| -------- | ------- | ------------------ | ---------------- | -------------------- |
| Чоловіки | 83      | 15                 | 59               | 9                    |
| Жінки    | 97      | 19                 | 57               | 21                   |
| Разом    | 180     | 34                 | 116              | 30                   |